# Autobusy miejskie w Drezdenku
Autobusy miejskie w Drezdenku – system komunikacji miejskiej w Drezdenku opierający się na taborze autobusowym. Sieć składająca się z jednej linii łączącej centrum miasta ze stacją kolejową w Nowym Drezdenku działała z przerwami od 1967 do 2006/07.

## Historia

### Geneza
Głównym powodem funkcjonowania komunikacji miejskiej w Drezdenku było znaczne oddalenie centrum miasta od Nowego Drezdenka położonego po drugiej stronie Noteci.
Nowe Drezdenko jest osiedlem, które powstało przy stacji Nowe Drezdenko, zbudowanej w 1857 na linii nr 203. W 1935 została otwarta stacja położona na południowym brzegu Noteci, jednakże stacja ta miała mniejsze znaczenie.

### Po 1967 roku
Po raz pierwszy komunikacja miejska w Drezdenku została założona w 1967 roku. Linia łącząca centrum miasta z dzielnicą Nowe Drezdenko, w której znajdowała się stacja kolejowa, była obsługiwana przez Przedsiębiorstwo Gospodarki Komunalnej i Mieszkaniowej Drezdenko. Przedsiębiorstwo przez cały ten okres posiadało jeden autobus miejski Autosan H9-35. Linia ta była utrzymywana przez krótki czas .
Drugi raz PGKiM zaczęło obsługiwać komunikację miejską około 1983 roku. Przewoźnik ten, dysponujący dwoma Autosanami H9-35, obsługiwał trasę łączącą centrum miasta (Rynek i osiedla) ze stacją kolejową Nowe Drezdenko do 2000 roku . Odjazdy autobusów były skorelowane z rozkładem jazdy pociągów. Ze względu na deficyt połączenia, linię dofinansowywały władze miejskie.
W 2004 komunikacja została reaktywowana przez prywatnego przedsiębiorcę, który sprowadził pierwszy w Polsce belgijski autobus Van Hool AU138. Przewoźnik ten operował na tej samej trasie do likwidacji sieci na przełomie 2006 i 2007 . 
Na początku 2011 pojawiły się plany reaktywacji komunikacji przez Urząd Miejski .

### Po 2023 roku
Komunikacja publiczna w Gminie Drezdenko przeszła przełomową transformację od stycznia 2023 roku, a ta zmiana jest nie tylko historyczna, ale także wyjątkowa w historii regionu. Dzięki determinacji i inicjatywie Burmistrz Karoliny Piotrowskiej oraz jej zespołu, mieszkańcy Gminy Drezdenko zaczęli korzystać z nowoczesnych i efektywnych połączeń autobusowych, które znacząco poprawiły dostępność i mobilność w regionie. Komunikacja realizowana jest przez PKS w Gorzowie Wielkopolskim.

#### Nowe Połączenia i Linie Autobusowe
Po długich latach oczekiwania, mieszkańcy Gminy Drezdenko mogą cieszyć się aż 8 liniami autobusowymi, które obejmują niemal każdy zakątek regionu. Te linie łączą miasto Drezdenko z sąsiednimi miejscowościami, umożliwiając mieszkańcom łatwy dostęp do pracy, szkół, sklepów i innych ważnych miejsc. Obejmuje to linie takie jak: 
- 300 (Drezdenko - Osów - Trzebicz Nowy - Trzebicz - Trzebicz Młyn - Bagniewo - Gościm - Zielątkowo),
- 301 (Drezdenko - Niegosław - Marzenin - Karwin - Tuczępy),
- 302 (Drezdenko - Stare Bielice - Drawiny - Przeborowo - Kosin),
- 303 (Drezdenko - Grotów - Rąpin - Lubiatów),
- 304 (Goszczanowo - Duraczewo - Goszczanówko - Goszczanowiec),
- 305 (Drezdenko - Zagórze - Lubiewo - Klesno),
- 306 (Drezdenko - Osów - Trzebicz Nowy - Trzebicz),
- 307 (Drezdenko - Niegosław - Tuczępy - Lipno).

#### Wsparcie dla Edukacji
Jednym z najważniejszych aspektów uruchomienia komunikacji publicznej w Gminie Drezdenko jest koszt dojazdu dzieci do szkół podstawowych. Gmina Drezdenko kontynuuje wsparcie finansowe w tej kwestii. To oznacza, że rodzice i opiekunowie nie muszą już martwić się o koszty dojazdu swoich dzieci do szkoły.

#### Dostępność Informacji
Aby ułatwić mieszkańcom korzystanie z nowej komunikacji publicznej, Gmina Drezdenko udostępniła szczegółowe informacje dotyczące rozkładu jazdy oraz innych szczegółów na oficjalnej stronie internetowej pod adresem www.drezdenko.pl/komunikacja. Jest to niezwykle użyteczne narzędzie dla wszystkich podróżujących, które pomaga zaplanować podróż i być na bieżąco z informacjami o kursach i trasach autobusów.

## Linia
Przez całą swoją historię komunikacja miejska obsługiwała jedną linię łączącą Drezdenko leżące na lewym (południowym) brzegu Noteci z Nowym Drezdenkiem na północy, na prawym brzegu rzeki. 
Do 2004 linia była obsługiwana tylko jednym autobusem Autosan H9-35. W 2004 został sprowadzony autobus Van Hool AU138 i do czasu likwidacji linia była obsługiwana przez dwa 9 metrowe, dwudrzwiowe pojazdy.
Po 2023 linie autobusowe obsługiwały już niemal całą gminę Drezdenko.